# Squiffiec
Squiffiec település Franciaországban, Côtes-d’Armor megyében. Lakosainak száma 752 fő (2022. január 1.). Squiffiec Kermoroc’h, Landebaëron, Plouëc-du-Trieux, Pommerit-le-Vicomte, Saint-Clet és Trégonneau községekkel határos.

## Népesség
A település népessége az elmúlt években az alábbi módon változott:
| Lakosok száma | 581  | 629  | 560  | 711  | 802  | 791  | 762  | 760  | 762  | 752  |
|               | 1968 | 1982 | 1990 | 2006 | 2013 | 2015 | 2017 | 2019 | 2020 | 2022 |